# Domány

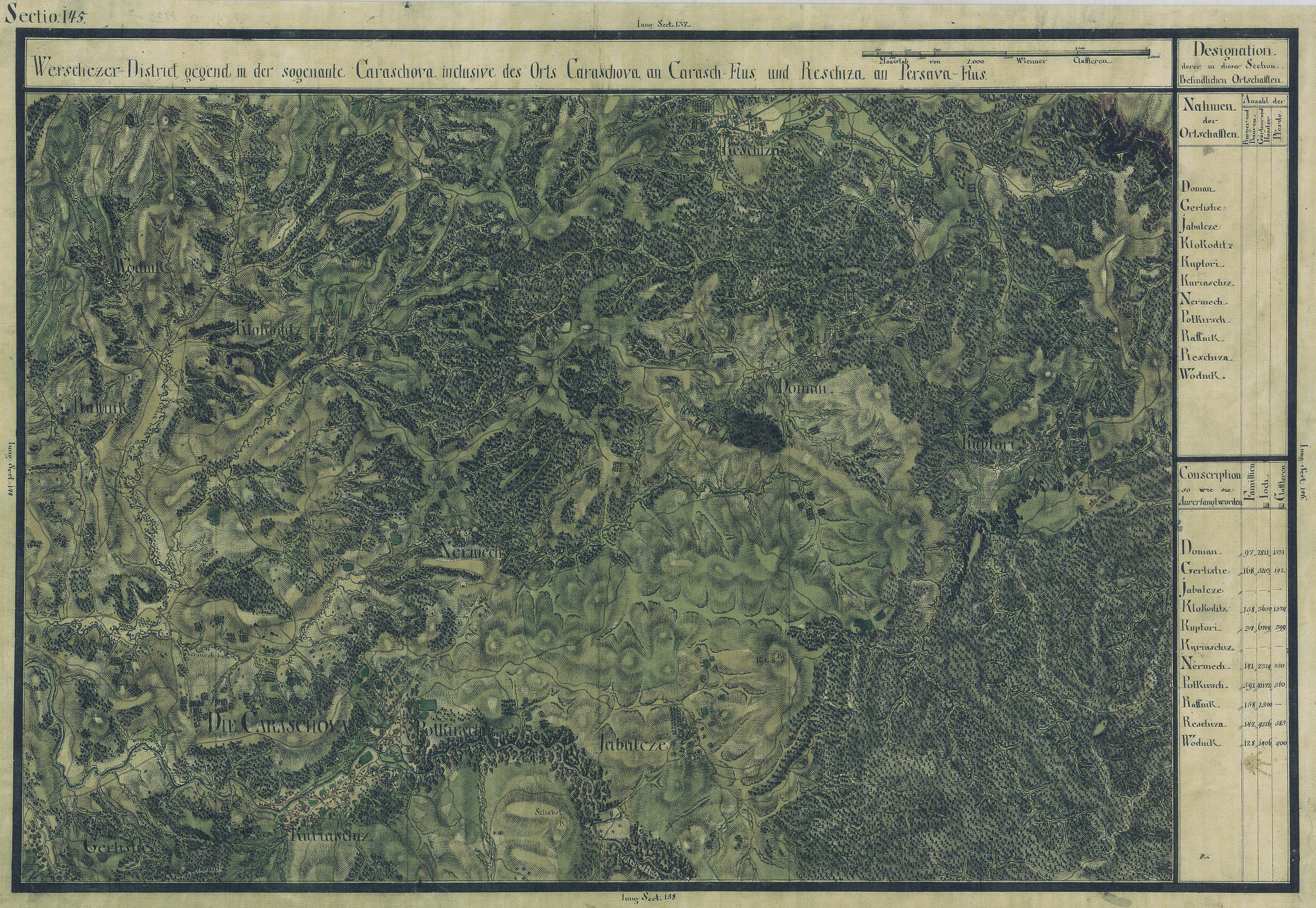
Domány egy régi térképen

Domány románul: Doman, falu Romániában, a Bánságban, Krassó-Szörény megyében.

## Fekvése
Resicabányától délre fekvő település.

## Története
Domány nevét 1370-ben Doman néven említette először oklevél. 1808-ban és 1913-ban Domány néven említették.
1851-ben Fényes Elek írta a településről: „Krassó vármegyében, 4 római katholikus, 417 óhitű lakossal, anyatemplommal, kőszén-bányákkal. Földesura a kamara.” 1891-ben A Pallas nagy lexikona írta Dományról: „Domán/Doman, kisközség, Krassó-Szörény vármegye resicai járásában, 785 oláh, német és olasz lakossal. Az osztrák magyar államvasút-társaságnak itt kőszénbányája van, melyben a bányászat 3 akna s egy táró segélyével folyik. A dományi szén nagyon tiszta, de lágy és csak kevés darabos szenet ad. A termelés (a szekuli bányával együtt) 1855-től 1890-ig 160000 q-ról 1336770 q-ra emelkedett.”
A trianoni békeszerződés előtt Krassó-Szörény vármegye Resiczabányai járásához tartozott. 1910-ben 1192 lakosából 30 magyar, 411 német, 675 román volt. Ebből 469 római katolikus, 680 görög keleti ortodox volt.